# Cotyledon campanulata
Cotyledon campanulata är en fetbladsväxtart som beskrevs av Hermann Wilhelm Rudolf Marloth. Cotyledon campanulata ingår i släktet Cotyledon och familjen fetbladsväxter. Inga underarter finns listade i Catalogue of Life.